# Il canto sospeso
Il canto sospeso (Le Chant suspendu en italien) est une cantate pour voix solistes, chœur et orchestre du compositeur italien Luigi Nono, écrite en 1955-1956.

## Historique
Le titre vient de la traduction italienne du poèmes If We Die d'Ethel Rosenberg qui avait été condamnée à mort avec son mari Julius Rosenberg aux États-Unis sous l'accusation d'espionnage au profit de l'URSS, tous deux étant exécutés le 19 juin 1953. Dans le texte original en anglais, l'expression est « the song unsung ». L'ensemble de l'œuvre s'inspire de lettres de résistants condamnés à mort par les nazis, tirées du recueil Lettere di condannati a morte della Resistenza europea. « Il Canto Sospeso a été créé avec des fragments lus de lettres d’adieu de résistants de la
seconde Guerre Mondiale ». La partition porte en dédicace « a tutti loro » (à eux tous).
L'œuvre est créée le 24 octobre 1956 à Cologne par Ilse Hollweg (soprano), Eva Bornemann (contralto), Friedrich Lenz (ténor), le Chœur et l'Orchestre symphonique de la WDR de Cologne sous la direction de Hermann Scherchen, à la suite de Six pièces pour grand orchestre et Cinq pièces pour orchestre d'Anton Webern, et Friede auf Erden d'Arnold Schönberg. Elle est également jouée en 1960 lors du festival de musique contemporaine de la Biennale de Venise sous la direction de Bruno Maderna.
Le manuscrit de la partition appartient à la Bibliothèque d'État de Bavière.

## Mouvements
1. orchestre seul
2. chœur seul
3. soprano, alto et ténor solistes, avec orchestre
4. orchestre seul
5. ténor solo et orchestre
6. chœur et orchestre
7. soprano solo et chœur
8. orchestre seul
9. chœur et timbales

Son exécution demande à peu près trente à quarante minutes.

## Accueil
Cette œuvre est considérée comme un chef-d'œuvre de la musique sérielle,.

## Discographie
- Orchestre symphonique et chœur du Norddeutscher Rundfunk dirigé par Hans Rosbaud (enregistré à Hambourg le 12 mars 1954).
- Ilse Hollweg (soprano), Eva Bornemann (alto), Friedrich Lenz (ténor) chœur et Orchestre symphonique de la WDR de Cologne dirigé par Bruno Maderna (1960)
- Barbara Bonney (soprano), Susanne Otto (alto), Marek Torzewski (ténor), Susanne Lothar et Bruno Ganz, narrateurs et le Chœur de la radio de Berlin et l'Orchestre philharmonique de Berlin dirigé par Claudio Abbado (1992)
- Ilse Hollweg, Sophia van Sante, Friedrich Lenz, chœur de la radio des Pays-Bas et Orchestre royal du Concertgebouw dirigé par Pierre Boulez (2002)